# 孟思誠
孟 思誠（朝鮮語:맹사성、メン・サソン、至正20年7月17日（1360年8月28日） - 正統3年10月4日（1438年12月22日））は、李氏朝鮮初期の文臣・政治家・宰相である。字は自明（자명）、号は古佛（고불）・東浦（동포）、諡号は文貞（문정）、本貫は新昌孟氏。世宗時代の名宰相として知られる。
世宗時期の吏曹判書・芸文館大提学を兼ねし後の右議政に上がった。「太宗実録」の編纂に参加と左議政がされており、「八道地理志」の編集と発行した。著書には「江湖四時歌」がある。李氏朝鮮の清白吏に選ばれており、窯の代わりに牛に乗って通った。

## 生涯
1360年開京（開城）に生まれる。1386年に、高麗の文科に合格し芸文館・春秋館検閲、典儀監丞・起居舎人・右献納などを歴任し、彼の妻東州崔氏の祖父の崔瑩は李成桂の易姓革命に反対している途中殺されたが、彼は官職に出かけた。
1406年（太宗6）に、使臣の侍従に明を行っており、帰国後の漢城府判尹になった。1408年司憲府大司憲在職時に、彼は太宗の許可もなしに駙馬趙大臨を鞫問て太宗の怒りを買って韓州で流刑されたが、領議政成石璘の弁護に釈放され、後の彼は再起用されて礼曹参判を経て1416年礼曹判書に昇進、戸曹判書・工曹判書を歴任した。
太宗が譲寧大君を王世子職を剥奪しようとすると、彼は王世子職を剥奪反対した。しかし世宗即位後も吏曹判書に登用された。1419年（世宗1）吏曹判書に芸文館大提学を兼任した。1425年使臣として明を行った。1427年（世宗9）議政府右議政になって、1429年「太宗実録」の編纂に参加しと1431年左議政に任命されて春秋館領事を兼任して「新撰八道地理志」の作成と発行に参加した。

## 著書
- 「江湖四時歌」

## 孟思誠を演じた人物
- 「龍の涙（용의눈물）」（1995年・KBS）林赫柱（임혁주）
- 「大王世宗（대왕세종）」（2008年・KBS）安大勇（안대용）
- 「根の深い木（뿌리깊은나무）」（2011年・SBS）朴奎采（박규채）